# Vincent (curtmetratge)
Vincent és el primer curtmetratge de 1982 dirigit pels nord-americans Tim Burton i Rick Heinrichs. Narra la història de Vincent Maloy, un nen de set anys, que està obsessionat amb l'actor Vincent Price (aquest últim presta la veu de narrador) i tots els seus papers de cinema, així com d'Edgar Allan Poe.
Burton hi empra la tècnica d'animació stop-motion (fotograma a fotograma amb figures reals) amb ninots d'ulls grans i lúgubres figures d'argila, amb un excel·lent guió i música. S'hi veu el costat que sempre li agradà a Burton, la foscor, desesperació, por i figures transroscades. Mostra el món de Vincent i com la seva obsessió transporta l'espectador cap a una trama entre la imaginació i la realitat.
Vincent és tranquil i obedient, i en les seves fantasies somnia a ésser el seu idolatrat Vincent Price, un dels intèrprets de terror més admirats i respectats de la història del setè art.
Vincent està basat en un poema que Burton va escriure en l'estil dels contes del Dr. Seuss (How the Grinch stole Christmas, entre d'altres) mentrestant treballava per la companyia Disney. Burton no se sentia a gust a Disney durant aquesta època perquè allà no el permetien desenvolupar les seves idees. Es va unir amb l'animador Rick Heinrichs, l'animador de ninots Steven Chiodo i el càmera Victor Abdalov durant dos mesos per donar-li forma a la poesia.
El personatge del nen està basat en el mateix Burton, que des de petit admirava Vincent Price. El nen és descrit per la veu del narrador, que és l'autèntic Vincent Price, utilitzant rimes que rendeixen clar homenatge a Edgar Allan Poe.
En el curtmetratge es poden apreciar idees que després tornaran en més treballs de Burton. Per exemple, els experiments amb animals (Frankenweenie i Mars Attacks!), el personatge sol i incomprès (molt present en gairebé totes les seves pel·lícules i que aquí és més que en cap altra el mateix Burton) i l'estètica general (Beetlejuice i Malson abans de Nadal).
Vincent Price recità la poesia pel curtmetratge i més endavant es va fer amic amb Burton. En va sortir una col·laboració per Edward Scissorhands (Eduard mans de tisores) i un documental inacabat titulat Conversations with Vincent. Price morí el 1993.
El curtmetratge fou projectat durant dues setmanes en un cinema de Los Angeles juntament amb la pel·lícula TeX i va guanyar diversos premis. El curtmetratge acabà en els arxius de la Disney, ja que no sabien què fer-hi. Es tractava d'un curt de sis minuts en blanc i negre que no tenia més mercat que el format dels festivals d'animació. Més endavant se'l va recuperar i projectar-lo amb Malson abans de Nadal i incorporar-lo en el DVD.